# 설공검
설공검(薛公儉: 1224년~1302년 3월 13일(음력 2월 14일))은 고려의 문신이다. 본관은 순창으로 추밀원부사 설신의 아들이자 찬성사까지 지낸 설지충의 아버지다. 시호는 문량(文良)이다.

## 약력
- 1224년(고종 11, 1세): 태어남.
- 교동감무(喬桐監務)가 되었다가 도병마녹사(都兵馬錄事)로 임명받음.[1]
- 1258년(고종 45, 35세): 과거에 급제함.[2]
- 여러 관직을 거쳐 예부낭중(禮部郎中)이 됨.[1]
- 1271년(원종 12, 48세): 군기감(軍器監)으로 세자 심(諶 : 나중의 충렬왕)을 호종해 원나라에 갔다 온 공으로 거듭 승진해 우부승선(右副承宣)으로 임명받음.[3][1]
- 1276년(충렬왕 2, 53세): 지공거로서 과거를 주관함.[4]
- 1277년(충렬왕 3, 54세): 우찬덕(右贊德)으로 임명받음.[5]
- 1278년(충렬왕 4, 55세): 음력 9월에 광평공(廣平公) 왕혜(王譓), 지밀직(知密直) 한강(韓康) 등과 함께 왕에게 흰 모시를 바쳤으며,[6] 같은 해 음력 10월에는 밀직부사로 승진해 비칙치[必闍赤]가 됨.[7][1]
- 그 뒤 감찰대부를 거쳐 지첨의부사(知僉議府事)가 되었다가 곧이어 참리(叅理)로 승진함.[1]
- 1285년(충렬왕 11, 62세): 동지공거로서 과거를 주관함.[8]
- 나이가 들어 찬성사(贊成事)로 물러나려고 했으나, 다시 중찬(中贊: 종1품)으로 올라 벼슬을 마침.[1]
- 1302년(충렬왕 28, 79세): 3월 13일(음력 2월 14일)에 사망.[9] 향년 일흔아홉 살.[1]

## 인품
성품이 청렴하고 정직했으며 남에게 공손히 대했고 늘 검소하게 생활했다. 조정의 관리 중 6품 이상 가는 사람에게 부모상(喪)이 나면 평소 모르는 사이라도 반드시 소복을 하고 찾아가 조문했다. 또 누가 찾아오면 귀천을 가리지 않고 급히 나가서 맞이했다. 병으로 누워 있을 때 채홍철이 가서 살펴보았는데, 베 이불에 왕골자리를 깔고 간소히 지내는 것이 마치 절간의 중과 같았다. 그가 나와서 “우리 같은 이들은 공과 비교하면 이른 바 땅벌레와 노란 학[黃鶴]이 다름과 같다.”고 탄복했다.

## 상훈과 추모
체협공신으로 충렬왕의 묘정에 배향되었다.

## 전기 자료
- 《고려사》 권105, 〈열전〉18, 설공검